# NSFNet

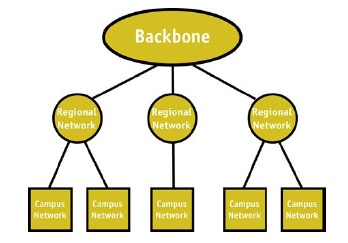
Arquitectura en red del primer NSFNET

Acrónimo inglés de National Science Foundation's Network. La NSFNET comenzó con una serie de redes dedicadas a la comunicación de la investigación y de la educación. Fue creada por el gobierno de los Estados Unidos (a través de la National Science Foundation), y fue reemplazo de ARPANET como backbone de Internet. Desde entonces ha sido reemplazada por las redes comerciales.

## Historia
Computer Science Network (CSNET) era una red de servicios para departamentos académicos, y en 1981 la National Science Foundation (NSF) se fijó en ella para crear una red académica para las supercomputadoras de la NSF. Esta red se estableció en 1985 con los siguientes cinco nodos:
- John von Neumann Center en la Universidad de Princeton
- San Diego Supercomputer Center (SDSC) en la Universidad de California, San Diego (UCSD)
- National Center for Supercomputing Applications (NCSA) en la Universidad de Illinois en Urbana-Champaign
- Cornell Theory Center en la Universidad de Cornell
- Pittsburgh Supercomputing Center (PSC) entre la Universidad Carnegie Mellon, la Universidad de Pittsburgh, y la Universidad de Westinghouse

NSFNET fue una red de propósito general para conectar las supercomputadoras mencionadas además de redes y campus regionales usando el ya existente TCP/IP en 1986, desarrollado y probado en ARPANET. En la implementación se utilizaron computadoras PDP-11/73 como routers las cuales se llamadon "Fuzzballs" bajo la supervisión de Ed Krol de la Universidad de Illinois. La velocidad máxima del backbone era de 56 kb/s
Soporte técnico fue proporcionado por NSF Network Service Center (NNSC) de BBN Technologies el cual publicaba el "Internet Manager´s Phonebook" con información de cada dominio y dirección IP en 1990. Krol creó el Hitchhiker Guide to The Internet como uno de los primeros manuales destinado al uso de la red. Conforme la red creció los 56 kb/s quedaron rebasados, en junio de 1987 NSF inició los procesos necesarios para mejorar NSFNET.
En noviembre de 1987 NSF comisionó a Merit Network, un consortium de universidades públicas de Míchigan para mejorar la red original de 56 kb/s a 13 nodos de 1.5 Mb/s (T-1) en julio de 1988. Los nodos usaban como routers nueve sistemas IBM RT con software AOS, una versión modificada de Berkeley UNIX